# Trolejbusová doprava v Magdeburku
Magdeburk, ležící ve spolkové zemi Sasko-Anhaltsko, je jedním z mnoha německých měst, kde byla v provozu trolejbusová doprava. Jednalo se o malý provoz (tři linky) v letech 1951 až 1970.
První trolejbusy vyjely do magdeburských ulic 1. července 1951. Důvodem zavedení této trakce byl nedostatek pohonných hmot a náhradních dílů pro autobusy po ukončení války. První linka, dlouhá 4,5 km, byla označena písmenem A, spojovala čtvrtě Lemsdorf a Buckau a jezdily na ní tři trolejbusy Lowa s vlečnými vozy. Druhá linka, D, byla zprovozněna o dva roky později. Byla vedena ze čtvrtě Sudenburg, kde byla trolejově napojena na linku A, jihozápadním směrem do městské části Groß Ottersleben. Tím byl vývoj trolejbusové sítě v Magdeburku ukončen. Nicméně v roce 1958 byla zavedena třetí linka s označením D/A v trase Buckau – Sudenburg – Groß Ottersleben. Existovaly též plány na další rozšiřování trolejbusových tratí, ty však uskutečněny nebyly. V 50. letech byl vozový park doplňován vozy Lowa (celkem 7 kusů) a Škoda 8Tr (6 kusů). Během 60. let pak bylo dodáno sedm trolejbusů Škoda 9Tr. Trolejbusový provoz v Magdeburku byl ukončen 31. října 1970. Většina provozních vozů byla předána do Výmaru.